# Taça de Angola de Futebol
A Taça de Angola de Séniores, popularmente conhecida como Taça de Angola, é a segunda maior prova do calendário futebolístico angolano, depois do Girabola.
É organizada de forma oficial pela Federação Angolana de Futebol desde 1982.
A taça de Angola teve como origem um torneio não oficial que em 1980 teve como vencedor o Clube Desportivo da Huíla e em 1981 o TAAG.[carece de fontes?]

## Finais
| 10 Dez 1981 | Huíla                                         | 4–2 (pro.) | Malanje                      | Luanda                                                                     |  |
| 15:00       | Basílio 15', 24' · Dala 90+13' · Tó Zé 90+25' |            | 17' Pinheiro · 21' Jamaicano | Estádio: Coqueiros Árbitro: Pereira Lopes António Gonçalves, Eurico Barata |  |

| 30 Dez 1982 | Primeiro de Maio | 2–1 | Petro do Huambo | Luanda                                                                        |  |
| 15:00       | Maluka 48', 85'  |     | 8' Almeida      | Estádio: Coqueiros Árbitro: Júlio de Aveiro Manuel Fernandes, Carlos Zacarias |  |

| 30 Nov 1983 | Primeiro de Maio                                                                 | 9–1 | 11 de Novembro do KK | Luanda                                                        |  |
| 21:00       | Fusso 12' (pen.) · Maluka 22', 45' · Fidéle 50', 66' · Daniel 80', 85', 87', 89' |     | 60' Nené             | Estádio: Coqueiros Árbitro: Silva Cardoso Macenas Jorge Mário |  |

| 28 Nov 1984 | Primeiro de Agosto       | 2–0 | Desportivo de Benguela | Luanda                                       |  |
| 15:30       | N.Kwanza 20' · Nsuka 80' |     |                        | Estádio: Coqueiros Árbitro: Manuel Fernandes |  |

| 20 Nov 1985 | Ferroviário da Huíla   | 2–0 | Inter de Luanda | Luanda                                          |  |
| 15:00       | Esp.Santo 6' · Barbosa |     |                 | Estádio: Coqueiros Árbitro: Dionísio de Almeida |  |

| 11 Nov 1986 | Inter de Luanda | 1–0 | 1º de Maio | Luanda                                                                        |  |
| 15:00       | Aguião 10'      |     |            | Estádio: Coqueiros Árbitro: Joaquim Oliveira, António Mazanza, João Gonçalves |  |

| 11 Nov 1987 | Petro de Luanda         | 4–1 | Ferroviário da Huíla | Luanda                                  |  |
| 15:00       | Jesus · Ndongala · Abel |     | Mavó                 | Estádio: Cidadela Árbitro: Luciano Rosa |  |

| 11 Nov 1988 | Sagrada Esperança                 | 2–0 (pro.) | FC de Cabinda | Luanda                                            |  |
| 15:00       | Quintino 90+27' · Man'Adão 90+28' |            |               | Estádio: Coqueiros Árbitro: Jorge Mário Fernandes |  |

| 11 Nov 1989 | Ferroviário da Huíla   | 2–1 | Inter de Luanda | Luanda                                    |  |
| 15:00       | Jorgito 19' · Mavó 62' |     | 76' Mingo       | Estádio: Cidadela Árbitro: João Gonçalves |  |

| 17 Sep 1990 | 1º de Agosto | 1–0 | Petro de Luanda | Luanda                                                                     |  |
| 15:00       | Fuidimau 7'  |     |                 | Estádio: Cidadela Árbitro: Eduardo Marcos, Charumbo Neto, Eduardo Ferreira |  |

| 11 Nov 1991 | 1º de Agosto                  | 2–1 (pro.) | Petro de Luanda | Luanda                                           |  |
| 15:00       | Mbila 61' · Loth 90+5' (pen.) |            | 71' Luisinho    | Estádio: Cidadela Árbitro: Jorge Mário Fernandes |  |

| 27 Sep 1992 | Petro de Luanda                               | 3–2 | 1º de Agosto     | Luanda                                                    |  |
| 17:00       | N.Bumba 15' · C.Dinis 34' · Felito 89' (pen.) |     | 2' Ndisso · Kiss | Estádio: Cidadela Público: 70,000 Árbitro: João Gonçalves |  |

| 10 Out 1993 | Petro de Luanda           | 2–1 | ASA         | Luanda                                                                        |  |
| 15:00       | Oliveira 45' · Amaral 68' |     | 10' Arlindo | Estádio: Cidadela Árbitro: Manuel Fernandes Luciano António, Leopoldo Mavunza |  |

| Nov 1994 | Petro de Luanda   | 2–1 | Independente | Luanda                                           |  |
| 15:00    | N.Bumba · Paulito |     | Tostão       | Estádio: Cidadela Árbitro: Jorge Mário Fernandes |  |

| 11 Nov 1995 | ASA                                 | 3–1 | Independente | Luanda                                           |  |
| 15:00       | B.Carmelino 8', 21' · Quinzinho 30' |     | 17' Lopes    | Estádio: Cidadela Árbitro: Jorge Mário Fernandes |  |

| 11 Nov 1996 | 1º de Maio | 1–1 | Progresso | Luanda            |  |
| 15:00       | Jorge 54'  |     | 72' Vidal | Estádio: Cidadela |  |

| , Nov 1996 | Progresso | 1–0 | 1º de Maio | Luanda            |  |
| 15:00      | Vidal     |     |            | Estádio: Cidadela |  |

| 27 Out 1997 | Petro de Luanda      | 2–1 | 1º de Agosto | Luanda            |  |
| 15:00       | Amaral 20' · Maninho |     | 13' Dé       | Estádio: Cidadela |  |

| 11 Nov 1998 | Petro de Luanda                          | 4–1 | 1º de Agosto | Luanda                                           |  |
| 15:00       | Guedes 22', 50' · Zico 58' · Betinho 61' |     | 19' Nsilulu  | Estádio: Cidadela Árbitro: Jorge Mário Fernandes |  |

| 11 Nov 1999 | Sagrada | 1–0 | ASA | Luanda                                  |  |
| 15:00       | Jaburú  |     |     | Estádio: Cidadela Árbitro: João Soyamba |  |

| 11 Nov 2000 | Petro de Luanda | 1–0 | Inter de Luanda | Luanda            |  |
| 15:00       | Flávio 80'      |     |                 | Estádio: Cidadela |  |

| 11 Nov 2001 | Sonangol Namibe                   | 3–2 | Sporting Cabinda              | Luanda                                           |  |
| 15:00       | Lukikana 3' · Hugo 16' · Tony 34' |     | 36' (pen.) Tyson · 62' Lucien | Estádio: Cidadela Árbitro: José António de Sousa |  |

| 11 Nov 2002 | Petro de Luanda              | 3–0 | Desp da Huíla | Luanda                                                  |  |
| 15:00       | Renato 38' · Mbunga 65', 88' |     |               | Estádio: Cidadela Público: 30,000 Árbitro: Carlos Lopes |  |

| 11 Nov 2003 | Interclube  | 1–0 (pro.) | Sagrada | Luanda                                                                                    |  |
| 15:00       | Paty 90+29' | Relatório  |         | Estádio: Cidadela Público: 3,500 Árbitro: Muanza Romano Nsundidi Armando, Manuel Patriota |  |

| 11 Nov 2004 | Sonangol              | 2–0 | 1º de Agosto | Luanda                                      |  |
| 15:30       | Capick 34' · Nuno 83' |     |              | Estádio: Cidadela Árbitro: Luís Manuel João |  |

| 11 Nov 2005 | ASA        | 1–0       | Interclube | Luanda                                                                                   |  |
| 15:00       | Kadima 83' | Relatório |            | Estádio: Cidadela Público: 2,000 Árbitro: Domingos Pedro Luciano António, Inácio Cândido |  |

| 11 Nov 2006 | 1º de Agosto | 1–1 (pro.) (4–3 pen.) | Benfica de Luanda | Luanda                                                                     |  |
| 15:00       | Gazeta 45+1' | Relatório             | 62' Vado          | Estádio: Cidadela Árbitro: Pedro dos Santos Pedro Mussungo, Inácio Candido |  |
|             |              | Penalidades           |                   |                                                                            |  |
| Riquinho    |              | Eros Ekoboló          |                   |                                                                            |  |

| 11 Nov 2007 | 1º de Maio                     | 1–0       | Benfica de Luanda | Luanda                                                                                      |  |
| 15:00       | Adolfo 76' (pen.) · Fita 90+5' | Relatório | 37' Bena          | Estádio: Cidadela Público: 3,000 Árbitro: Pedro dos Santos Inácio Cândido, Denilson Gourgel |  |

| 11 Nov 2008 | Santos FC    | 1–0       | Rec do Libolo | Luanda                                                                                   |  |
| 15:00       | Manucho 90+' | Relatório |               | Estádio: Coqueiros Público: 4,000 Árbitro: Muluta Prata Luciano António, Zeferino Muanda |  |

| 11 Nov 2009 | 1º de Agosto          | 2–1       | Sagrada Esperança | Luanda                                                                                  |  |
| 15:00       | Fofaná 15' · Love 67' | Relatório | 87' Fatite        | Estádio: Cidadela Público: 10,000 Árbitro: Fernando Mação Domingos Adão, Wilson Ntyamba |  |

| 11 Nov 2010                           | ASA | 0–0 (pro.) (4–3 pen.)                     | Interclube | Luanda                                                                     |  |
| 16:00                                 |     | Relatório                                 |            | Estádio: Cidadela Árbitro: Hélder Martins Denilson Gourgel, Victor Paulino |  |
|                                       |     | Penalidades                               |            |                                                                            |  |
| Bokungu Lau Anastácio Nuno Jamba Papi |     | P.Henriques Capuco Joel Nari Tsherry Diop |            |                                                                            |  |

| 11 Nov 2011 | Interclube | 1–1 (pro.) (5–3 pen.) | 1º de Agosto | Luanda                                                                                          |  |
| 16:00       | Alex 79'   | Relatório             | 39' Amaro    | Estádio: 11 de Novembro Público: 10,000 Árbitro: Hélder Martins Inácio Cândido, Diakanua Miguel |  |

| 11 Nov 2012 | Petro de Luanda     | 2–0 | Recreativo Caála | Luanda                                  |  |
| 16:00       | Mabululu 71', 90+2' |     |                  | Estádio: 11 de Novembro Público: 10,000 |  |

| 11 Nov 2013 | Petro de Luanda | 1–0       | Desportivo da Huíla | Luanda                                                                                      |  |
| 16:00       | Keita 50'       | Relatório |                     | Estádio: 11 de Novembro Público: 10,000 Árbitro: Paulo Talaya Pedro Kanombo, Ricardo Daniel |  |

| 23 Nov 2014 | Benfica de Luanda | 1–0 (pro.) | Petro de Luanda | Luanda                                                                                   |  |
| 16:00       | Braga 90+23'      | Relatório  |                 | Estádio: 11 de Novembro Público: 20,000 Árbitro: Osvaldo Félix José Félix, Rosário Pedro |  |

| 31 Out 2015 | Bravos do Maquis | 1–0       | Sagrada Esperança | Luanda                                                                          |  |
| 15:00       | Bruno 90'        | Relatório |                   | Estádio: Coqueiros Público: 3,000 Árbitro: João Goma Pedro Canombo, Júlio Lemos |  |

| 11 Nov 2016 | Rec do Libolo             | 2–1       | Progresso | Luanda                                                                                        |  |
| 15:00       | Erivaldo 23' · Ito 90+10' | Relatório | 84' Vá    | Estádio: 11 de Novembro Público: 10,000 Árbitro: Hélder Martins Júlio Lemos, Joaquim da Rocha |  |

| 11 Nov 2017 | Petro de Luanda      | 2–1 | 1º de Agosto | Luanda                                                                      |  |
| 15:00       | Job 40' · Azulão 56' |     | 56' Diogo    | Estádio: 11 de Novembro Árbitro: João Goma Ivanildo Lopes, Evanildo Martins |  |

| 25 Mai 2018 | 1º de Agosto                | 2–1       | Desportivo Huíla | Luanda                                                                          |  |
| 15:40       | Zito 59' · Papel 63' (pen.) | Relatório | 45+1' Lionel     | Estádio: 11 de Novembro Árbitro: Benjamin Andrade Bernabé Ngulo, Ricardo Daniel |  |

| 15 Jul 2021 | Petro de Luanda                    | 2–0       | Interclube | Luanda                                                                   |  |
| 16:00       | Pirolito 12' (o.g.) · Figueira 85' | Relatório |            | Estádio: 11 de Novembro Árbitro: Nuno Sumbo Joaquim Chio, Lucas Caliongo |  |

| 12 Jun 2022 | Petro de Luanda          | 2–1 (pro.) | Desportivo Huíla | Lubango                        |  |
|             | Kinito 28' · Azulão 114' |            | Dino 70'         | Estádio: Nacional da Tundavala |  |

| 3 Jun 2023 | Petro de Luanda                        | 3–0 | Académica do Lobito | Lubango                                                                   |  |
|            | Azulão 18' (pen.), 26' · Carlinhos 77' |     |                     | Estádio: Nacional da Tundavala Público: 15,000 Árbitro: Francisco Chitano |  |

## Títulos por clube
| Pos | Clube                   | Vitórias | Edições                                                                                     |
| --- | ----------------------- | -------- | ------------------------------------------------------------------------------------------- |
| 1   | Petro de Luanda         | 14       | 1987, 1992, 1993, 1994, 1997, 1998, 2000, 2002, 2012, 2013, 2017, 2020–21, 2021–22, 2022–23 |
| 2   | Primeiro de Agosto      | 6        | 1984, 1990, 1991, 2006, 2009, 2018–19                                                       |
| 3   | Interclube              | 3        | 1986, 2003, 2011                                                                            |
| 3   | ASA                     | 3        | 1995, 2005, 2010                                                                            |
| 3   | Primeiro de Maio        | 3        | 1982, 1983, 2007                                                                            |
| 6   | Sonangol do Namibe      | 2        | 2001, 2004                                                                                  |
| 6   | Sagrada Esperança       | 2        | 1988, 1999                                                                                  |
| 6   | Ferroviário da Huíla    | 2        | 1985, 1989                                                                                  |
| 9   | Recreativo do Libolo    | 1        | 2016                                                                                        |
| 9   | Bravos do Maquis        | 1        | 2015                                                                                        |
| 9   | Benfica de Luanda       | 1        | 2014                                                                                        |
| 9   | Santos FC               | 1        | 2008                                                                                        |
| 9   | Progresso do Sambizanga | 1        | 1996                                                                                        |
| 9   | Kabuscorp               | 1        | 2025                                                                                        |